# گرده‌گون
در هندسه، گُرده‌گون یا نفروئید (انگلیسی: Nephroid) یک منحنی مسطح خاص است. این نوعی از برون‌چرخ‌زاد است که در آن شعاع دایره کوچکتر با ضریب یک دوم با شعاع دایره بزرگتر متفاوت است.

## نام
گُرده در فارسی به معنای کلیه است و گرده‌گون یعنی «به شکل کلیه». نام نفروئید نیز از واژه یونانی νεφρός به معنی گرده و گلیه آمده است. اگرچه اصطلاح «نفروئید» برای توصیف منحنی‌های دیگر استفاده می‌شد، اما توسط ریچارد ا. پروکتور در سال ۱۸۷۸ برای منحنی این مقاله به کار رفت.

## تعریف دقیق
گرده‌گون عبارت است از:
- یک منحنی جبری از درجه ۶
- یک برون‌چرخ‌زاد با دو نقطه بازگشت (نقطه بازگشت)
- یک منحنی بسته ساده مسطح = یک منحنی ژوردان

### معادلات

تولید گرده‌گون توسط یک دایره غلتان

#### پارامتری
اگر دایره کوچک شعاع a داشته باشد، دایره ثابت دارای نقطه میانی (۰٬۰) و شعاع ۲a باشد، زاویه غلتش دایره کوچک ۲φ و نقطه (۲a٬۰) نقطه شروع باشد (به نمودار مراجعه کنید)، سپس نمایش پارامتری زیر به دست می‌آید:
{\displaystyle x(\varphi )=3a\cos \varphi -a\cos 3\varphi =6a\cos \varphi -4a\cos ^{3}\varphi \ ,}
{\displaystyle y(\varphi )=3a\sin \varphi -a\sin 3\varphi =4a\sin ^{3}\varphi \ ,\qquad 0\leq \varphi <2\pi }
نگاشت مختلط {\displaystyle z\to z^{3}+3z}، دایره واحد را به یک گرده‌گون نگاشت می‌کند.

##### اثبات نمایش پارامتری
اثبات نمایش پارامتری به راحتی با استفاده از اعداد مختلط و نمایش آنها به عنوان صفحه مختلط انجام می‌شود. حرکت دایره کوچک را می‌توان به دو چرخش تقسیم کرد. در صفحه مختلط، چرخش یک نقطه z حول نقطه ۰ (مبدأ) با زاویه φ را می‌توان با ضرب نقطه z (عدد مختلط) در e^{i\varphi} انجام داد. از این رو
چرخش {\displaystyle \Phi _{3}} حول نقطه {\displaystyle 3a} با زاویه {\displaystyle 2\varphi } برابر است با {\displaystyle :z\mapsto 3a+(z-3a)e^{i2\varphi }} ،
چرخش {\displaystyle \Phi _{0}} حول نقطه {\displaystyle 0} با زاویه {\displaystyle \varphi } برابر است با: {\displaystyle :\quad z\mapsto ze^{i\varphi }}.
یک نقطه {\displaystyle p(\varphi )} از گرده‌گون با چرخاندن نقطه {\displaystyle 2a} توسط {\displaystyle \Phi _{3}} و سپس چرخش با {\displaystyle \Phi _{0}} تولید می‌شود:
{\displaystyle p(\varphi )=\Phi _{0}(\Phi _{3}(2a))=\Phi _{0}(3a-ae^{i2\varphi })=(3a-ae^{i2\varphi })e^{i\varphi }=3ae^{i\varphi }-ae^{i3\varphi }}.
از اینجا به دست می‌آید:
{\displaystyle {\begin{array}{cclcccc}x(\varphi )&=&3a\cos \varphi -a\cos 3\varphi &=&6a\cos \varphi -4a\cos ^{3}\varphi \ ,&&\\y(\varphi )&=&3a\sin \varphi -a\sin 3\varphi &=&4a\sin ^{3}\varphi &.&\end{array}}}
(فرمول‌های {\displaystyle e^{i\varphi }=\cos \varphi +i\sin \varphi ,\ \cos ^{2}\varphi +\sin ^{2}\varphi =1,\ \cos 3\varphi =4\cos ^{3}\varphi -3\cos \varphi ,\;\sin 3\varphi =3\sin \varphi -4\sin ^{3}\varphi } استفاده شدند. به توابع مثلثاتی مراجعه کنید)

#### ضمنی
قرار دادن {\displaystyle x(\varphi )} و {\displaystyle y(\varphi )} در معادله
- {\displaystyle (x^{2}+y^{2}-4a^{2})^{3}=108a^{4}y^{2}}

نشان می‌دهد که این معادله یک نمایش ضمنی منحنی است.

##### اثبات نمایش ضمنی
با
{\displaystyle x^{2}+y^{2}-4a^{2}=(3a\cos \varphi -a\cos 3\varphi )^{2}+(3a\sin \varphi -a\sin 3\varphi )^{2}-4a^{2}=\cdots =6a^{2}(1-\cos 2\varphi )=12a^{2}\sin ^{2}\varphi }
به دست می‌آید:
{\displaystyle (x^{2}+y^{2}-4a^{2})^{3}=(12a^{2})^{3}\sin ^{6}\varphi =108a^{4}(4a\sin ^{3}\varphi )^{2}=108a^{4}y^{2}\ .}

## جهت
اگر تیزه‌ها روی محور y باشند، نمایش پارامتری به صورت زیر است:
{\displaystyle x=3a\cos \varphi +a\cos 3\varphi ,\quad y=3a\sin \varphi +a\sin 3\varphi ).}
و نمایش ضمنی آن:
{\displaystyle (x^{2}+y^{2}-4a^{2})^{3}=108a^{4}x^{2}.}

## ویژگی‌های متریکی
برای گرده‌گون بالا، موارد زیر برقرار است:
- طول کمان {\displaystyle L=24a,}
- مساحت {\displaystyle A=12\pi a^{2}\ } و
- شعاع انحنا {\displaystyle \rho =|3a\sin \varphi |.}

اثبات این گزاره‌ها در هر دو مورد از فرمول‌های مناسب روی منحنی‌ها (طول کمان، مساحت و شعاع انحنا) و نمایش پارامتری بالا

گرده‌گون به عنوان پوشش یک دسته از دایره‌ها

{\displaystyle x(\varphi )=6a\cos \varphi -4a\cos ^{3}\varphi \ ,}
{\displaystyle y(\varphi )=4a\sin ^{3}\varphi }
و مشتقات آن‌ها
{\displaystyle {\dot {x}}=-6a\sin \varphi (1-2\cos ^{2}\varphi )\ ,\quad \ {\ddot {x}}=-6a\cos \varphi (5-6\cos ^{2}\varphi )\ ,}
{\displaystyle {\dot {y}}=12a\sin ^{2}\varphi \cos \varphi \quad ,\quad \quad \quad \quad {\ddot {y}}=12a\sin \varphi (3\cos ^{2}\varphi -1)\ .}
استفاده می‌کند.
- اثبات طول کمان:

{\displaystyle L=2\int _{0}^{\pi }{\sqrt {{\dot {x}}^{2}+{\dot {y}}^{2}}}\;d\varphi =\cdots =12a\int _{0}^{\pi }\sin \varphi \;d\varphi =24a} .
- اثبات مساحت:

{\displaystyle A=2\cdot {\tfrac {1}{2}}|\int _{0}^{\pi }[x{\dot {y}}-y{\dot {x}}]\;d\varphi |=\cdots =24a^{2}\int _{0}^{\pi }\sin ^{2}\varphi \;d\varphi =12\pi a^{2}} .
- اثبات شعاع انحنا:

{\displaystyle \rho =\left|{\frac {\left({{\dot {x}}^{2}+{\dot {y}}^{2}}\right)^{\frac {3}{2}}}{{\dot {x}}{\ddot {y}}-{\dot {y}}{\ddot {x}}}}\right|=\cdots =|3a\sin \varphi |.}

## ساخت
- می‌توان آن را با غلتاندن دایره‌ای به شعاع {\displaystyle a} در خارج از دایره ثابت به شعاع {\displaystyle 2a} ایجاد کرد. از این رو، یک گرده گون یک برون‌چرخ‌زاد است.

### گرده‌گون به عنوان پوشش یک دسته دایره
- فرض کنید {\displaystyle c_{0}} یک دایره و {\displaystyle D_{1},D_{2}} نقاط یک قطر {\displaystyle d_{12}} باشند، در این صورت پوشش دسته دایره‌هایی که نقاط میانی آنها روی {\displaystyle c_{0}} هستند و {\displaystyle d_{12}} را لمس می‌کنند، یک گرده‌گون با نقاط بازگشتی {\displaystyle D_{1},D_{2}} است.

#### اثبات
فرض کنید {\displaystyle c_{0}} دایره {\displaystyle (2a\cos \varphi ,2a\sin \varphi )} با نقطه میانی {\displaystyle (0,0)} و شعاع {\displaystyle 2a} باشد. قطر ممکن است روی محور x قرار گیرد (به نمودار مراجعه کنید). دسته دایره‌ها معادلات زیر را دارند:
{\displaystyle f(x,y,\varphi )=(x-2a\cos \varphi )^{2}+(y-2a\sin \varphi )^{2}-(2a\sin \varphi )^{2}=0\ .}
شرط پوشش به صورت زیر است:
{\displaystyle f_{\varphi }(x,y,\varphi )=2a(x\sin \varphi -y\cos \varphi -2a\cos \varphi \sin \varphi )=0\ .}
به راحتی می‌توان بررسی کرد که نقطه گرده گون {\displaystyle p(\varphi )=(6a\cos \varphi -4a\cos ^{3}\varphi \;,\;4a\sin ^{3}\varphi )} یک راه حل از دستگاه {\displaystyle f(x,y,\varphi )=0,\;f_{\varphi }(x,y,\varphi )=0} است و بنابراین یک نقطه از پوشش دسته دایره‌ها است.

### گرده گون به عنوان پوشش یک دسته خط

گرده گون: مماس‌ها به عنوان وترهای یک دایره، اصل

گرده گون: مماس‌ها به عنوان وترهای یک دایره

مشابه تولید یک دل‌گون به عنوان پوشش یک دسته خط، روش زیر را داریم:
1. یک دایره رسم کنید، محیط آن را به قسمت‌های با فاصله مساوی با {\displaystyle 3N} نقطه تقسیم کنید (به نمودار مراجعه کنید) و آنها را به ترتیب شماره گذاری کنید.
2. وترها را رسم کنید: {\displaystyle (1,3),(2,6),....,(n,3n),....,(N,3N),(N+1,3),(N+2,6),....,}. (یعنی نقطه دوم با سرعت سه برابر حرکت می‌کند)
3. «پوشش» این وترها یک گرده گون است.

#### اثبات
بررسی زیر از فرمول‌های مثلثاتی برای
{\displaystyle \cos \alpha +\cos \beta ,\ \sin \alpha +\sin \beta ,\ \cos(\alpha +\beta ),\ \cos 2\alpha } استفاده می‌کند. برای اینکه محاسبات ساده بماند، اثبات برای گرده‌گونی با تیزه‌های روی محور y ارائه می‌شود.
معادله مماس: برای گرده‌گون با نمایش پارامتری
{\displaystyle x=3\cos \varphi +\cos 3\varphi ,\;y=3\sin \varphi +\sin 3\varphi }:
از اینجا ابتدا بردار نرمال {\displaystyle {\vec {n}}=({\dot {y}},-{\dot {x}})^{T}} را تعیین می‌کنیم.

معادله مماس {\displaystyle {\dot {y}}(\varphi )\cdot (x-x(\varphi ))-{\dot {x}}(\varphi )\cdot (y-y(\varphi ))=0} برابر است با:
{\displaystyle (\cos 2\varphi \cdot x\ +\ \sin 2\varphi \cdot y)\cos \varphi =4\cos ^{2}\varphi \ .}
برای {\displaystyle \varphi ={\tfrac {\pi }{2}},{\tfrac {3\pi }{2}}} تیزه‌های گرده‌گون را به دست می‌آوریم، که در آن هیچ مماس وجود ندارد. برای {\displaystyle \varphi \neq {\tfrac {\pi }{2}},{\tfrac {3\pi }{2}}} می‌توان بر {\displaystyle \cos \varphi } تقسیم کرد تا به دست آید:
- {\displaystyle \cos 2\varphi \cdot x+\sin 2\varphi \cdot y=4\cos \varphi \ .}

معادله وتر: برای دایره با نقطه میانی {\displaystyle (0,0)} و شعاع {\displaystyle 4}: معادله وتر حاوی دو نقطه {\displaystyle (4\cos \theta ,4\sin \theta ),\ (4\cos {\color {red}3}\theta ,4\sin {\color {red}3}\theta ))} برابر است با:
{\displaystyle (\cos 2\theta \cdot x+\sin 2\theta \cdot y)\sin \theta =4\cos \theta \sin \theta \ .}
برای {\displaystyle \theta =0,\pi }، وتر به یک نقطه تبدیل می‌شود. برای {\displaystyle \theta \neq 0,\pi } می‌توان بر {\displaystyle \sin \theta } تقسیم کرد و معادله وتر را به دست آورد:
- {\displaystyle \cos 2\theta \cdot x+\sin 2\theta \cdot y=4\cos \theta \ .}

دو زاویه {\displaystyle \varphi ,\theta } به‌طور متفاوتی تعریف می‌شوند ({\displaystyle \varphi } نصف زاویه غلتش است، {\displaystyle \theta } پارامتر دایره‌ای است که وترهای آن تعیین می‌شوند)، برای {\displaystyle \varphi =\theta } به خط یکسانی می‌رسیم. از این رو هر وتر از دایره بالا مماس بر گرده گون است و
- گرده گون پوشش وترهای دایره است.

### گرده‌گون به عنوان کاستیک نیمی از یک دایره

گرده‌گون به عنوان کاستیک یک دایره: اصل

گرده‌گون به عنوان کاستیک نیمی از یک دایره

ملاحظات انجام شده در بخش قبل، اثباتی برای این واقعیت ارائه می‌دهد که کاستیک نیمی از یک دایره، یک گرده‌گون است.
- اگر در صفحه پرتوهای نور موازی به نیم دایره بازتابنده برخورد کنند (به نمودار مراجعه کنید)، پرتوهای بازتاب شده مماس بر یک گرده‌گون هستند.

#### اثبات
دایره ممکن است دارای مبدأ به عنوان نقطه میانی باشد (مانند بخش قبل) و شعاع آن {\displaystyle 4} باشد. دایره دارای نمایش پارامتری زیر است:
{\displaystyle k(\varphi )=4(\cos \varphi ,\sin \varphi )\ .}
مماس بر نقطه دایره {\displaystyle K:\ k(\varphi )} دارای بردار نرمال {\displaystyle {\vec {n}}_{t}=(\cos \varphi ,\sin \varphi )^{T}} است. پرتو بازتاب شده دارای بردار نرمال (به نمودار مراجعه کنید) {\displaystyle {\vec {n}}_{r}=(\cos {\color {red}2}\varphi ,\sin {\color {red}2}\varphi )^{T}} است و شامل نقطه دایره {\displaystyle K:\ 4(\cos \varphi ,\sin \varphi )} است. از این رو پرتو بازتاب شده بخشی از خط با معادله زیر است:
{\displaystyle \cos {\color {red}2}\varphi \cdot x\ +\ \sin {\color {red}2}\varphi \cdot y=4\cos \varphi \ ,}
که مماس بر گرده گون بخش قبلی در نقطه

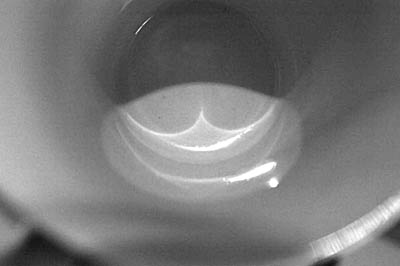
کاستیک گرده‌گون در پایین فنجان چای

{\displaystyle P:\ (3\cos \varphi +\cos 3\varphi ,3\sin \varphi +\sin 3\varphi )} (به بالا مراجعه کنید) است.

## گسترنده و گستران یک گرده‌گون

گرده‌گون و گسترنده آن
ارغوانی: نقطه با دایره بوسان و مرکز انحنا

### گسترنده
گسترنده یک منحنی، مکان هندسی مراکز انحنا است. به‌طور خاص: برای یک منحنی {\displaystyle {\vec {x}}={\vec {c}}(s)} با شعاع انحنای {\displaystyle \rho (s)}، گسترنده دارای نمایش زیر است:
{\displaystyle {\vec {x}}={\vec {c}}(s)+\rho (s){\vec {n}}(s).}
با {\displaystyle {\vec {n}}(s)} به عنوان نرمال واحد به‌طور مناسب جهت‌دهی شده.
برای یک گرده‌گون به دست می‌آید:
- «گسترنده» یک گرده گون، یک گرده‌گون دیگر است که نصف اندازه آن است و ۹۰ درجه چرخیده است (به نمودار مراجعه کنید).

#### اثبات
گرده‌گونی که در تصویر نشان داده شده است، نمایش پارامتری زیر را دارد:
{\displaystyle x=3\cos \varphi +\cos 3\varphi ,\quad y=3\sin \varphi +\sin 3\varphi \ ,}
بردار نرمال واحد که به سمت مرکز انحنا اشاره می‌کند، به صورت زیر است:
{\displaystyle {\vec {n}}(\varphi )=(-\cos 2\varphi ,-\sin 2\varphi )^{T}} (به بخش بالا مراجعه کنید)
و شعاع انحنا {\displaystyle 3\cos \varphi } است (به بخش مربوط به ویژگی‌های متریکی مراجعه کنید).
از این رو گسترنده دارای نمایش زیر است:
{\displaystyle x=3\cos \varphi +\cos 3\varphi -3\cos \varphi \cdot \cos 2\varphi =\cdots =3\cos \varphi -2\cos ^{3}\varphi ,}
{\displaystyle y=3\sin \varphi +\sin 3\varphi -3\cos \varphi \cdot \sin 2\varphi \ =\cdots =2\sin ^{3}\varphi \ ,}
که یک گرده گون با نصف اندازه و چرخش ۹۰ درجه است (به نمودار و بخش § معادلات بالا مراجعه کنید).

### گستران
از آنجایی که گسترنده یک گرده‌گون، یک گرده‌گون دیگر است، گستران گرده گون نیز یک گرده‌گون دیگر است. گرده‌گون اصلی در تصویر، گستران گرده‌گون کوچکتر است.

وارون (سبز) یک گرده‌گون (قرمز) در دایره آبی

## وارون یک گرده‌گون

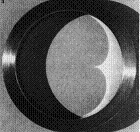
گرده‌گون در زندگی روزمره: یک کاستیک از بازتاب نور از داخل یک استوانه.

وارونگی
{\displaystyle x\mapsto {\frac {4a^{2}x}{x^{2}+y^{2}}},\quad y\mapsto {\frac {4a^{2}y}{x^{2}+y^{2}}}}
در دایره با نقطه میانی {\displaystyle (0,0)} و شعاع {\displaystyle 2a}، گرده گون را با معادله
{\displaystyle (x^{2}+y^{2}-4a^{2})^{3}=108a^{4}y^{2}}
به منحنی درجه ۶ با معادله
{\displaystyle (4a^{2}-(x^{2}+y^{2}))^{3}=27a^{2}(x^{2}+y^{2})y^{2}} (به نمودار مراجعه کنید) نگاشت می‌کند.